# Nowomajorśke
Nowomajorśke (ukr. Новомайорське) – wieś na Ukrainie, w obwodzie donieckim, w rejonie wołnowaskim. W 2001 liczyła 551 mieszkańców.